# Юніондейл (Індіана)
Юніондейл (англ. Uniondale) — місто (англ. town) в США, в окрузі Веллс штату Індіана. Населення — 271 особа (2020).

## Географія
Юніондейл розташований за координатами 40°49′48″ пн. ш. 85°14′20″ зх. д. / 40.83000° пн. ш. 85.23889° зх. д. (40.830004, -85.238799).  За даними Бюро перепису населення США в 2010 році місто мало площу 0,55 км², з яких 0,54 км² — суходіл та 0,01 км² — водойми.

## Демографія
Згідно з переписом 2010 року, у місті мешкало 310 осіб у 119 домогосподарствах у складі 83 родин. Густота населення становила 565 осіб/км².  Було 126 помешкань (230/км²).
Расовий склад населення:
| - 96,8 % — білих - 1,9 % — азіатів - 0,3 % — корінних американців - 0,3 % — чорних або афроамериканців |

До двох чи більше рас належало 0,6 %. Частка іспаномовних становила 1,0 % від усіх жителів.
За віковим діапазоном населення розподілялося таким чином: 25,2 % — особи молодші 18 років, 62,5 % — особи у віці 18—64 років, 12,3 % — особи у віці 65 років та старші. Медіана віку мешканця становила 37,4 року. На 100 осіб жіночої статі у місті припадало 96,2 чоловіків;  на 100 жінок у віці від 18 років та старших — 100,0 чоловіків також старших 18 років.
Середній дохід на одне домашнє господарство  становив 54 109 доларів США (медіана — 52 500), а середній дохід на одну сім'ю — 62 581 долар (медіана — 60 313). За межею бідності перебувало 18,9 % осіб, у тому числі 32,9 % дітей у віці до 18 років та 10,0 % осіб у віці 65 років та старших.
Цивільне працевлаштоване населення становило 126 осіб. Основні галузі зайнятості: виробництво — 31,0 %, транспорт — 18,3 %, освіта, охорона здоров'я та соціальна допомога — 12,7 %.